# Edwin van der Sar
Edwin van der Sar (Voorhout, Holanda Meridional, 29 de octubre de 1970) es un exfutbolista neerlandés que se desempeñaba como guardameta. Ha jugado en clubes como el Ajax Ámsterdam, Juventus, Fulham, Manchester United y el V. V Noordwijk. Es el segundo jugador que más partidos ha disputado con la selección neerlandesa, en la que completó 130 participaciones. Además, ha sido elegido en varias ocasiones como el mejor guardameta de Europa, por eso fue considerado uno de los mejores en su posición a nivel internacional.
En julio de 2023 sufrió una hemorragia cerebral, de la que se encuentra fuera de peligro.

## Trayectoria

### Ajax Ámsterdam
Edwin van der Sar inició su carrera deportiva en Foreholte (un equipo de la ciudad neerlandesa de Voorhout). Posteriormente jugó en el VV Noordwijk, hasta que fue descubierto por el Ajax Ámsterdam.
Después de pasar por todas las ramas de las divisiones inferiores del AFC Ajax, Van der Sar llegó al primer equipo en 1990. Inicialmente fue suplente de Stanley Menzo en las dos primeras temporadas, pero en la primera jugó nueve partidos de liga. Las siguientes campañas, con Louis van Gaal en el banquillo se fue afianzando hasta convertirse en dueño del arco del club de Ámsterdam, llegando a ganar varios títulos, especialmente la Liga de Campeones y la Copa Intercontinental del año 1995.
Hasta 1999 jugó 312 partidos en todas las competiciones, y marcó un gol, en un partido ante el De Graafschap, válido por el campeonato local.

### Juventus
Luego de su exitoso paso por la liga local fichó por la Juventus de Italia, convirtiéndose en el primer portero no italiano del club. Estuvo dos campañas de titular, con un gran rendimiento, pero la Vecchia Signora fichó a Gianluigi Buffon y Edwin decidió probar suerte en Inglaterra y no ser relegado al papel de suplente. Realizó 66 partidos con el club turinés, donde logró conseguir la Copa Intertoto de la UEFA en el año 1999.

### Fulham FC

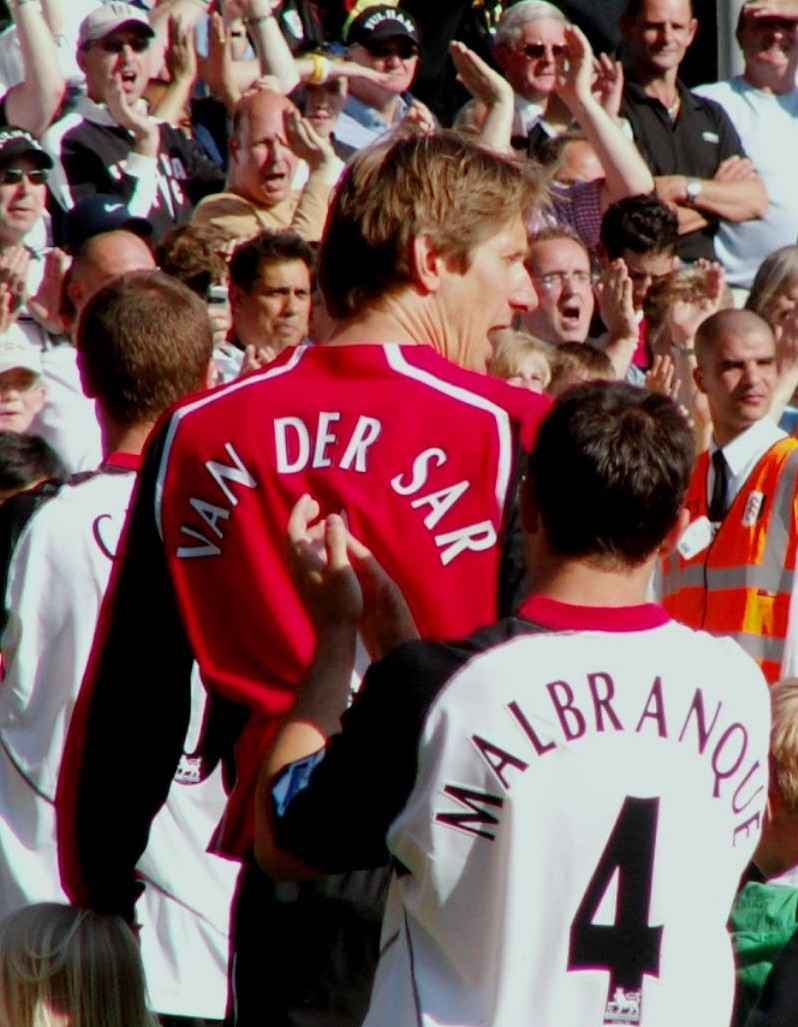
Van der Sar en el Fulham.

Posteriormente, el neerlandés firmó un contrato por cuatro años con el Fulham, en una operación que bordeó las £ 7.700.000. Debutó con el equipo en el Old Trafford, el 19 de agosto de 2001 contra el Manchester United. Disputó 127 partidos con el equipo, ganando la Copa Intertoto de la UEFA en el año 2002.

### Manchester United

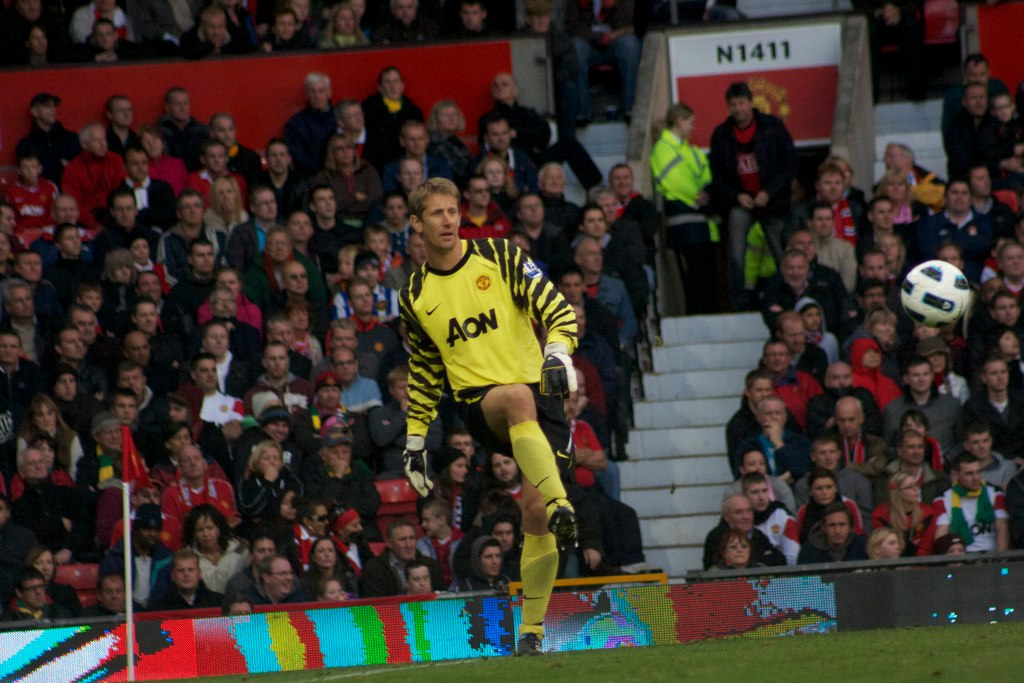
Van der Sar en 2010 con el Manchester.

El 1 de julio de 2005, firmó por el Manchester United por tres años, en una operación que reportó aproximadamente £ 2.000.000. Su debut profesional fue el 9 de agosto de 2005 por la tercera ronda de clasificación de la Liga de Campeones de la UEFA 2005-06 frente al Debrecen imponiéndose Manchester por 3-0. Renovó su contrato en diciembre de 2006, extendiendo su vínculo con el club hasta el 2008; posteriormente, en diciembre de 2008, renovó su contrato nuevamente, en este caso hasta el 2010.
Con el Manchester United, ha ganado cuatro veces la Premier League (2006-07, 2007-08, 2008-09 y 2010-11) y la Champions League el 21 de mayo de 2008, siendo pieza fundamental para su victoria, y acabó siendo elegido mejor portero de la temporada 06-07 y apareciendo en el once ideal (junto a otros 6 jugadores del Manchester United) quedando como el segundo portero menos goleado junto a José Manuel Reina del Liverpool y por detrás de Petr Čech del Chelsea.
En el 2007 el Manchester United jugó la Community Shield frente al Chelsea. Después de que el tiempo reglamentario acabara con empate a uno, el Manchester United ganó en los Penaltis gracias a Van der Sar, que detuvo los tres Penaltis que le lanzaron.
El 21 de mayo de 2008, detuvo el penalti decisivo a Nicolas Anelka, en una tanda de penaltis a la que se llegó debido al resultado de uno a uno con el que acabó el tiempo reglamentario y el de prórroga, otorgándole la Liga de Campeones al Manchester United, siendo elegido mejor jugador de la final.
El 1 de enero de 2009, en el enfrentamiento entre el Manchester United y el Everton, superó la marca de imbatibilidad del portero del Reading Steve Death, entre las temporadas 1978 y 1979, con un nuevo récord histórico de 1.104 minutos. El 21 de febrero de 2010 renovó por 1 año más con el Manchester United.
Su último partido oficial fue disputado el 28 de mayo del 2011 en la final de la Champions League en Wembley ante el FC Barcelona. El equipo español ganó 3 a 1 impidiéndole levantar al portero neerlandés su tercera Champions League. A la edad de 45 años Van der Sar decidió volver a defender la portería de su primer equipo, el VV Noordwijk.

## Selección nacional

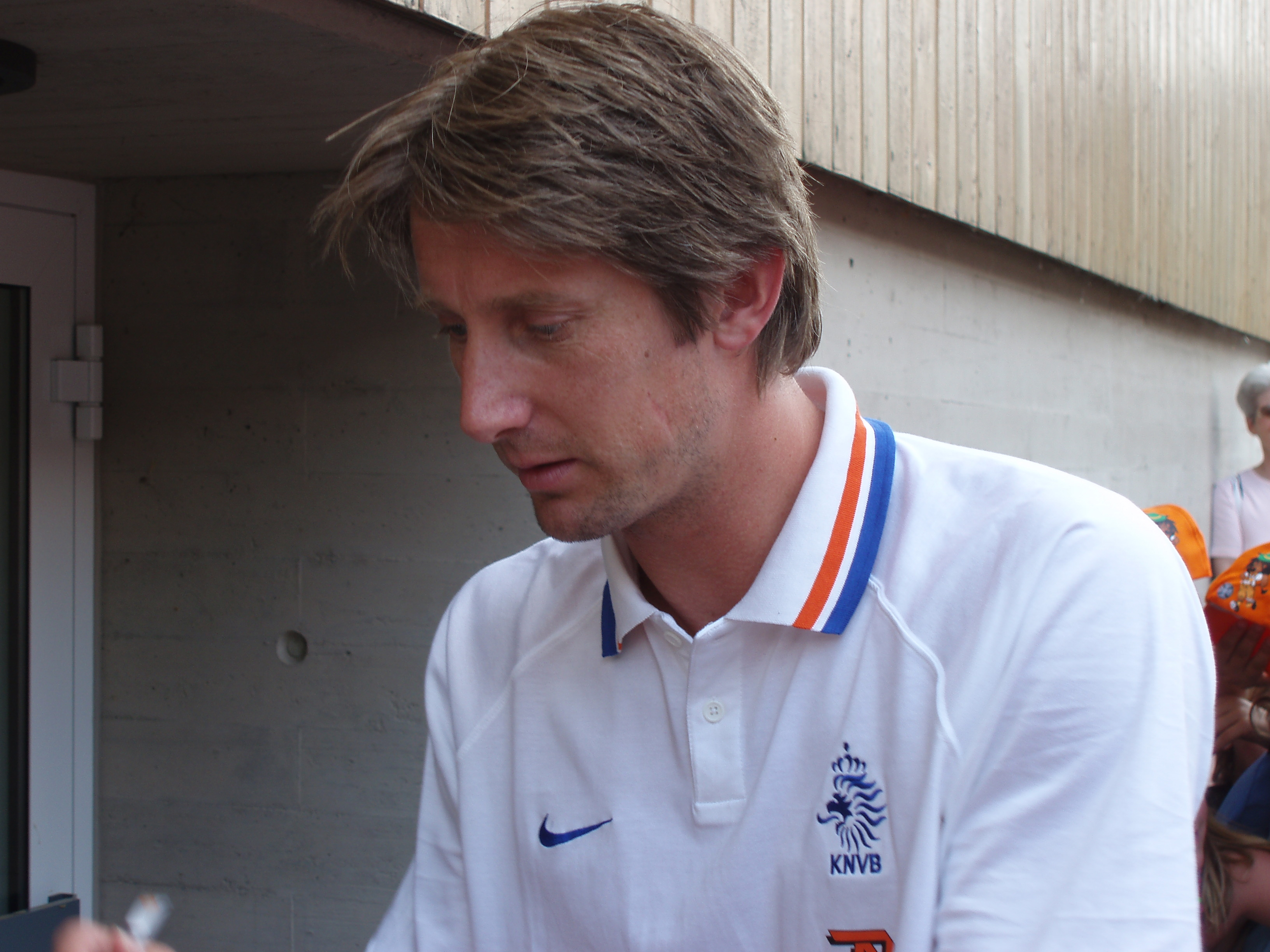
Van der Sar en la Copa Mundial de Fútbol de 2006.

Van der Sar hizo su debut internacional con la selección neerlandesa el 7 de junio de 1995, contra Bielorrusia. Aunque fue convocado por Dick Advocaat para Copa Mundial de Fútbol de 1994. El portero titular fue Ed De Goej. A partir de este torneo Van der Sar pasó a ser el meta titular de la selección, relegando a Ed De Goej al banquillo. Fue designado capitán del combinado naranja para el Mundial de Alemania 2006 y siguió ostentando el cargo hasta su retiro de la selección.
Edwin Van der Sar ha representado a la selección neerlandesa en 130 ocasiones, siendo en la actualidad el jugador que más veces ha jugado con la selección. Van der Sar superó el anterior récord de Frank de Boer (con 112 participaciones) el 25 de junio de 2006, en un partido disputado en el Estadio de la Copa Mundial de la FIFA de Núremberg frente a Portugal. En una conferencia de prensa para una radio neerlandesa, en el mismo día en el que cumplía 37 años, anunció que dejaría la selección tras la Eurocopa 2008. El 21 de junio contra Rusia, tras un gran partido y Eurocopa, y 128 partidos desde que debutara en 1995, anunció también que jugará sólo una temporada más en el Manchester United.
Tras anunciar su retirada, fue llamado de nuevo para jugar dos partidos de la clasificación para la Copa Mundial de Fútbol de 2010 debido a la lesión de los dos guardametas de la selección neerlandesa Maarten Stekelenburg y Henk Timmer, jugando esos partidos sin encajar ningún gol.

### Participaciones en Copas del Mundo
| Mundial                        | Sede           | Resultado        | Partidos | Goles |
| ------------------------------ | -------------- | ---------------- | -------- | ----- |
| Copa Mundial de Fútbol de 1994 | Estados Unidos | Cuartos de final | 0        | 0     |
| Copa Mundial de Fútbol de 1998 | Francia        | Cuarto lugar     | 7        | -7    |
| Copa Mundial de Fútbol de 2006 | Alemania       | Octavos de final | 4        | -2    |

### Participaciones en Eurocopas
| Eurocopa      | Sede                   | Resultado        | Partidos | Goles |
| ------------- | ---------------------- | ---------------- | -------- | ----- |
| Eurocopa 1996 | Inglaterra             | Cuartos de final | 4        | -4    |
| Eurocopa 2000 | Bélgica y Países Bajos | Semifinales      | 5        | -3    |
| Eurocopa 2004 | Portugal               | Semifinales      | 5        | -6    |
| Eurocopa 2008 | Austria y Suiza        | Cuartos de final | 4        | -4    |

## Estadísticas
| Club                               | Temporada           | Liga  | Liga  | Copas Nacionales * | Copas Nacionales * | Copas Internacionales ** | Copas Internacionales ** | Otros torneos *** | Otros torneos *** | Total | Total |
| Club                               | Temporada           | Part. | Goles | Part.              | Goles              | Part.                    | Goles                    | Part.             | Goles             | Part. | Goles |
| ---------------------------------- | ------------------- | ----- | ----- | ------------------ | ------------------ | ------------------------ | ------------------------ | ----------------- | ----------------- | ----- | ----- |
| Ajax de Ámsterdam · Países Bajos   | 1990-91             | 9     | -1    | 0                  | 0                  | 0                        | 0                        | 0                 | 0                 | 9     | -1    |
| Ajax de Ámsterdam · Países Bajos   | 1991-92             | 0     | 0     | 0                  | 0                  | 0                        | 0                        | 0                 | 0                 | 0     | 0     |
| Ajax de Ámsterdam · Países Bajos   | 1992-93             | 19    | -19   | 3                  | -5                 | 3                        | -1                       | 0                 | 0                 | 25    | -25   |
| Ajax de Ámsterdam · Países Bajos   | 1993-94             | 32    | -22   | 4                  | -7                 | 6                        | -4                       | 1                 | 0                 | 43    | -33   |
| Ajax de Ámsterdam · Países Bajos   | 1994-95             | 33    | -28   | 3                  | -3                 | 11                       | -4                       | 1                 | 0                 | 48    | -35   |
| Ajax de Ámsterdam · Países Bajos   | 1995-96             | 33    | -24   | 2                  | -2                 | 11                       | -7                       | 4                 | -5                | 50    | -38   |
| Ajax de Ámsterdam · Países Bajos   | 1996-97             | 33    | -31   | 1                  | -1                 | 10                       | -13                      | 1                 | -3                | 45    | -48   |
| Ajax de Ámsterdam · Países Bajos   | 1997-98             | 33    | -22   | 5                  | -1                 | 8                        | -12                      | 0                 | 0                 | 46    | -35   |
| Ajax de Ámsterdam · Países Bajos   | 1998-99             | 34    | -41   | 5                  | -2                 | 6                        | -6                       | 1                 | -2                | 46    | -51   |
| Ajax de Ámsterdam · Países Bajos   | Total               | 226   | -188  | 23                 | -21                | 55                       | -47                      | 8                 | -10               | 312   | -266  |
| Juventus F. C. · Italia            | 1999-00             | 32    | -19   | 3                  | -4                 | 11                       | -12                      | 0                 | 0                 | 46    | -35   |
| Juventus F. C. · Italia            | 2000-01             | 34    | -27   | 2                  | -2                 | 6                        | -10                      | 0                 | 0                 | 42    | -39   |
| Juventus F. C. · Italia            | Total               | 66    | -46   | 5                  | -6                 | 17                       | -22                      | 0                 | 0                 | 88    | -74   |
| Fulham F. C. Inglaterra            | 2001-02             | 37    | -42   | 4                  | -2                 | 0                        | 0                        | 0                 | 0                 | 41    | -44   |
| Fulham F. C. Inglaterra            | 2002-03             | 19    | -24   | 0                  | 0                  | 11                       | -9                       | 0                 | 0                 | 30    | -33   |
| Fulham F. C. Inglaterra            | 2003-04             | 37    | -44   | 6                  | -5                 | 0                        | 0                        | 0                 | 0                 | 43    | -49   |
| Fulham F. C. Inglaterra            | 2004-05             | 34    | -54   | 6                  | -7                 | 0                        | 0                        | 0                 | 0                 | 40    | -61   |
| Fulham F. C. Inglaterra            | Total               | 127   | -164  | 16                 | -16                | 11                       | -9                       | 0                 | 0                 | 154   | -189  |
| Manchester United F. C. Inglaterra | 2005-06             | 38    | -33   | 5                  | -4                 | 8                        | -4                       | 0                 | 0                 | 52    | -37   |
| Manchester United F. C. Inglaterra | 2006-07             | 32    | -25   | 3                  | -4                 | 12                       | -13                      | 0                 | 0                 | 47    | -42   |
| Manchester United F. C. Inglaterra | 2007-08             | 29    | -18   | 4                  | -2                 | 10                       | -4                       | 1                 | -1                | 44    | -25   |
| Manchester United F. C. Inglaterra | 2008-09             | 33    | -21   | 2                  | 0                  | 10                       | -5                       | 4                 | -6                | 49    | -32   |
| Manchester United F. C. Inglaterra | 2009-10             | 21    | -13   | 2                  | -3                 | 6                        | -8                       | 0                 | 0                 | 29    | -24   |
| Manchester United F. C. Inglaterra | 2010-11             | 33    | -32   | 2                  | -1                 | 10                       | -6                       | 1                 | -1                | 46    | -40   |
| Manchester United F. C. Inglaterra | Total               | 186   | -142  | 18                 | -14                | 56                       | -40                      | 6                 | -8                | 266   | -204  |
| V. V Noordwijk · Países Bajos      | 2016                | 1     | -1    | 0                  | 0                  | 0                        | 0                        | 0                 | 0                 | 1     | -1    |
| V. V Noordwijk · Países Bajos      | Total               | 1     | -1    | 0                  | 0                  | 0                        | 0                        | 0                 | 0                 | 1     | -1    |
| Total en su carrera                | Total en su carrera | 606   | -541  | 62                 | -57                | 139                      | -118                     | 14                | -18               | 821   | -734  |

- (*) Copa de los Países Bajos, Copa de Italia, FA Cup y Football League Cup.
- (**) Liga Europa de la UEFA, Recopa de Europa, Liga de Campeones de la UEFA y Copa Intertoto de la UEFA.
- (***) Supercopa de los Países Bajos, Supercopa de Europa, Copa Intercontinental, Community Shield y Mundial de Clubes.

## Palmarés

### Campeonatos nacionales
| Título                        | Club                   | País         | Año  |
| ----------------------------- | ---------------------- | ------------ | ---- |
| Copa de los Países Bajos      | Ajax Ámsterdam         | Países Bajos | 1993 |
| Supercopa de los Países Bajos | Ajax Ámsterdam         | Países Bajos | 1993 |
| Eredivisie                    | Ajax Ámsterdam         | Países Bajos | 1994 |
| Supercopa de los Países Bajos | Ajax Ámsterdam         | Países Bajos | 1994 |
| Eredivisie                    | Ajax Ámsterdam         | Países Bajos | 1995 |
| Supercopa de los Países Bajos | Ajax Ámsterdam         | Países Bajos | 1995 |
| Eredivisie                    | Ajax Ámsterdam         | Países Bajos | 1996 |
| Eredivisie                    | Ajax Ámsterdam         | Países Bajos | 1998 |
| Copa de los Países Bajos      | Ajax Ámsterdam         | Países Bajos | 1998 |
| Copa de los Países Bajos      | Ajax Ámsterdam         | Países Bajos | 1999 |
| Carling Cup                   | Manchester United F.C. | Inglaterra   | 2006 |
| Premier League                | Manchester United F.C. | Inglaterra   | 2007 |
| Community Shield              | Manchester United F.C. | Inglaterra   | 2007 |
| Premier League                | Manchester United F.C. | Inglaterra   | 2008 |
| Community Shield              | Manchester United F.C. | Inglaterra   | 2008 |
| Football League Cup           | Manchester United F.C. | Inglaterra   | 2009 |
| Premier League                | Manchester United F.C. | Inglaterra   | 2009 |
| Football League Cup           | Manchester United F.C. | Inglaterra   | 2010 |
| Community Shield              | Manchester United F.C. | Inglaterra   | 2010 |
| Premier League                | Manchester United F.C. | Inglaterra   | 2011 |

### Campeonatos internacionales
| Título                    | Club                   | Sede         | Año  |
| ------------------------- | ---------------------- | ------------ | ---- |
| Copa de la UEFA           | Ajax Ámsterdam         | Países Bajos | 1992 |
| UEFA Champions League     | Ajax Ámsterdam         | Viena        | 1995 |
| Supercopa de Europa       | Ajax Ámsterdam         | Mónaco       | 1995 |
| Copa Intercontinental     | Ajax Ámsterdam         | Japón        | 1995 |
| Copa Intertoto de la UEFA | Juventus F.C.          | Italia       | 1999 |
| Copa Intertoto de la UEFA | Fulham F.C.            | Inglaterra   | 2002 |
| UEFA Champions League     | Manchester United F.C. | Moscú        | 2008 |
| Copa Mundial de Clubes    | Manchester United F.C. | Japón        | 2008 |

### Distinciones individuales
| Distinción                                               | Año                     |
| -------------------------------------------------------- | ----------------------- |
| Mejor portero de Europa                                  | 1993,1995 y 2009        |
| Tercer Mejor portero del mundo por la IFFHS              | 1998,2008               |
| Cuarto Mejor portero del mundo por la IFFHS              | 1999,2007 y 2009        |
| Quinto Mejor portero del mundo por la IFFHS              | 2006                    |
| PFA Team of the Year                                     | 2007,2009 y 2011        |
| Guardameta neerlandés del año                            | 1994, 1995, 1996 y 1997 |
| Botín de Oro neerlandés                                  | 1998                    |
| Guante de Oro de la Premier League                       | 2009                    |
| Tercer Mejor portero de los últimos 25 años por la IFFHS | 2011                    |
| 5.° mejor portero del Siglo XXI según la IFFHS           | 2012                    |

## Vida personal
Van der Sar y su esposa Annemarie van Kesteren tienen dos hijos. La ceremonia de boda de la pareja tuvo lugar en el Beurs van Berlage en Ámsterdam, el 20 de mayo del 2006. El hijo de Van der Sar, Joe, estaba en el campo celebrando cuando su padre atajó un penalti en la victoria de Países Bajos por 5-4 en la tanda de penaltis sobre Suecia. en los cuartos de final de la UEFA Euro 2004. En diciembre del 2009, Van Kesteren ingresó en el hospital solo dos días antes de Navidad, los informes decían que había sufrido una hemorragia cerebral sospechosa y estaba en una condición "muy mala". A Van der Sar se le concedió una licencia indefinida tras el colapso de su esposa, y se entiende que se ha recuperado bien, sin efectos a largo plazo.
En julio de 2023, mientras estaba de vacaciones con su familia en Croacia, Van der Sar ingresó en cuidados intensivos en el hospital después de sufrir una hemorragia cerebral.